# 西麗駅 (深圳地下鉄)
座標: 北緯22度35分01秒 東経113度56分58秒 / 北緯22.58366度 東経113.94948度
西麗駅（せいれいえき）は、中華人民共和国深圳市南山区に位置する深圳地下鉄5号線・7号線の駅である。

## 駅構造
相対式ホーム2面2線、ホームドアを有する地下駅である。
| 西麗線ホーム (B2F) | ←■西麗線 西麗湖方面 |
| 西麗線ホーム (B2F) | 島式ホーム          |
| 西麗線ホーム (B2F) | ■西麗線 太安方面→   |

| 環中線ホーム (B3F) | 相対式ホーム        |
| 環中線ホーム (B3F) | ←■環中線 赤湾方面   |
| 環中線ホーム (B3F) | ■環中線 黄貝嶺方面→ |
| 環中線ホーム (B3F) | 相対式ホーム        |

## 歴史
- 2011年6月22日 - 開業。

## 隣の駅
深圳地下鉄
■5号線
留仙洞駅 - 西麗駅 - 大学城駅
■7号線
西麗湖駅 - 西麗駅 - 茶光駅